# Link (måttenhet)
Link är ett äldre längdmått i Storbritannien, Irland och USA. 
Enheten förkortas vanligen som "l.", "li." eller "lnk." och kallas också Gunters link. Den är fortfarande i användning i USA.
En link är exakt 33⁄50 av en survey foot Denna är i sin tur definierad som exakt 1200⁄3937 meter, ungefär 0,3048006096 meter.
Enheten baserar sig på Gunters kedja, en metallkedja med 100 länkar som tidigare användes vid lantmäteri. Kedjan har fått sitt namn av Edmund Gunter som utformade den och som också gjorde en föregångare till räknestickan.
En link är därför lika med 0,01 chain eller 0,201168 meter.